# François Marthaler

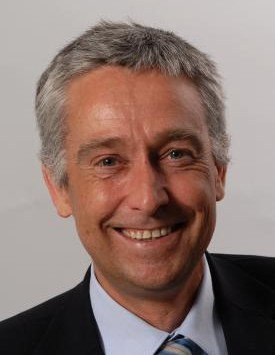
François Marthaler (2007)

François Marthaler (* 6. Januar 1960 in Neuenburg) ist ein Schweizer Politiker (Grüne Partei).

## Biografie
Nachdem er die Sekundarstufe II in Biel abgeschlossen und danach einige Semester Architektur an der EPFL und Wirtschaftswissenschaft an der Universität Lausanne studiert hatte, gründete er 1980 La Bonne combine (eine Firma für «Reparaturen aller Arten») und führte dieses Unternehmen bis 1991. Nachdem er 1992 das Lizenziat in Wirtschaftspolitik an der «Fakultät des hautes études commerciales» der Universität Lausanne erhalten hatte, gründete und leitete er BIRD (Bureau d’investigation sur le recyclage et la durabilité). Er blieb in dieser Firma bis im Jahr 2003.
1998 wurde er in den Grossen Rat des Kantons Waadt gewählt. Von 2001 bis 2003 war er auch Mitglied des Gemeinderats seiner Wohngemeinde Prilly.
Am 30. November 2003 folgte die Wahl in den Staatsrat des Kantons Waadt, nachdem Philippe Biéler von seinem Amt zurückgetreten war. Ab dem 1. Januar 2004 stand Marthaler dem Département des infrastructures (Baudepartement) vor. Bei den kantonalen Wahlen 2007 wurde er wiedergewählt. Nachdem er seit 2005 die Westschweizer Verkehrsdirektorenkonferenz (CTSO) präsidiert hatte, wurde er 2009 ins Präsidium der schweizerischen Konferenz des öffentlichen Verkehrs (KöV) gewählt.
Als überzeugter Verfechter der Freien Software sowie einer gemeinsamen Nutzung der Informatiklösungen zwischen den öffentlichen Verwaltungen wurde er zum Preisträger des Swiss OSS Award 2009 ernannt.
Er war von 2006 bis 2012 Präsident der Simap, welche die Plattform für das Informationssystem über das öffentliche Beschaffungswesen in der Schweiz betreibt.
Ende Juni 2012 trat er auf Ende der Amtsperiode zurück und verliess den Regierungsrat. Die Inbetriebnahme des neuen Bahnhofs in Prilly-Malley am 29. Juni 2012 mitten in der brachliegenden Industriezone von Malley gehört zu seinen wichtigsten Realisierungen.
2013 gründete er die Firma Why! open computing SA, welche nachhaltige Computerlösungen vertreibt (insbesondere dank illustrierten Reparaturanleitungen und freier Software).
Er engagiert sich in zahlreichen Vereinigungen, so seit 2013 als Mitglied des Stiftungsrates für das Informatikmuseum der EPFL Musée Bolo und für das ökologische Zentrum Albert Schweitzer, als Vorstandsmitglied des Vereins EcoParc und seit 2014 auch als Vorstandsmitglied der Swiss Open Systems User Group.

## Notizen und Quellen
1. ↑  Website der Westschweizer Verkehrsdirektorenkonferenz (CTSO) (Memento vom 4. September 2013 im Internet Archive).
2. ↑  Website der Simap (Memento vom 26. Februar 2024 im Internet Archive).
3. ↑  Website der Why! open computing.
4. ↑  Re: Schatzsuche im Schrott (Memento vom 29. November 2023 im Internet Archive). In: arte.tv. 23. Mai 2010.
5. ↑  Website des Musée Bolo, abgerufen am 25. März 2019.
6. ↑  Website des CEAS.
7. ↑  Ausschuss Verein EcoParc.
8. ↑  Vorstand Swiss Open Systems User Group.

| Personendaten    | Personendaten               |
| ---------------- | --------------------------- |
| NAME             | Marthaler, François         |
| KURZBESCHREIBUNG | Schweizer Politiker (Grüne) |
| GEBURTSDATUM     | 6. Januar 1960              |
| GEBURTSORT       | Neuenburg                   |